# Kitaotao
Kitaotao (Bayan ng Kitaotao) är en kommun i Filippinerna. Kommunen ligger på ön Mindanao, och tillhör provinsen Bukidnon. Folkmängden uppgår till 26 695 invånare.

## Barangayer
Kitaotao är indelat i 35 barangayer.
| - Balangigay - Balocbocan - Bershiba - Bobong - Bolocaon - Cabalantian - Calapaton - Sinaysayan (Dalurong) - Kahusayan - Kalumihan - Kauyonan - Kimolong | - Kitaihon - Kitubo - Magsaysay - Malobalo - Metebagao - Sigundanon - Pagan - Panganan - Poblacion - San Isidro - San Lorenzo - Santo Rosario | - Sinuda (Simod) - Tandong - Tawas - White Kulaman - Napalico - Digongan - Kiulom - Binoongan - Kipilas - East Dalurong - West Dalurong |